# Никола Маи
Никола Маи (фр. Nicolas Mahut; рођен 21. јануара 1982. године) је француски тенисер. 6. јуна 2016. нашао се на првом месту АТП листе у конкуренцији парова и тиме постао 49. тенисер у историји коме је то пошло за руком. Најбољи пласман у појединачној конкуренцији му је 37. место из маја 2014.
Са Пјером-Игом Ербером освојио је Отворено првенство Аустралије 2019. Њих двојица су тако комплетирали каријерни гренд слем и постали осми дубл у историји са тим достигнућем. Раније су тријумфовали на Отвореном првенству САД 2015, Вимблдону 2016 и Ролан Гаросу 2018.

## Најдужи меч
Тениски меч између Американца Џона Изнера и Француза Николe Маиja, одигран у првом колу Вимблдона 2010. године био је најдужи меч у историји професионалног тениса – и по времену трајања и по броју одиграних гемова. Након 11 часова и пет минута игре током три дана, сусрет је завршен победом Изнера, резултатом 6:4, 3:6, 6:7(7), 7:6(3), 70:68. Главни судија меча био је Мухамед Лахијани.
Меч је почео у 18.18 часова, у уторак, 22. јуна 2010, а прекинут је због мрака при резултату 2:2 у сетовима. Потом је био настављен сутрадан у 14.05 и рекорд по дужини трајања меча је био оборен у 17.45. Игра је поново била прекинута због мрака у 21.13, при резултату 59:59 у петом сету. Меч је настављен у четвртак у 15.40, а завршен је у 16.49 часова. Последњи сет је трајао 8 часова и 11 минута.
Играчи су оборили и поставили и неколико других тениских и вимблдонских рекорда, укључујући и број асова у једном мечу којег је држао Хрват Иво Карловић, са 78 асова, а којег су обојица премашила – Изнер је постигао 113 асова, а Маи 103.

## Гренд слем финала

### Парови: 8 (5:3)
| Исход     | Бр. | Година | Турнир          | Подлога | Партнер            | Противници                        | Резултат                                    |
| --------- | --- | ------ | --------------- | ------- | ------------------ | --------------------------------- | ------------------------------------------- |
| Финалиста | 1.  | 2013.  | Ролан Гарос     | Шљака   | Микаел Љодра       | Боб Брајан Мајк Брајан            | 4:6, 6:4, 6:7(4:7)                          |
| Финалиста | 2.  | 2015.  | ОП Аустралије   | Тврда   | Пјер-Иг Ербер      | Симоне Болели Фабио Фоњини        | 4:6, 4:6                                    |
| Победник  | 1.  | 2015.  | ОП САД          | Тврда   | Пјер-Иг Ербер      | Џејми Мари Џон Пирс               | 6:4, 6:4                                    |
| Победник  | 2.  | 2016.  | Вимблдон        | Трава   | Пјер-Иг Ербер      | Жилијен Бенето Едуар Роже-Васелен | 6:4, 7:6(7:1), 6:3                          |
| Победник  | 3.  | 2018.  | Ролан Гарос     | Шљака   | Пјер-Иг Ербер      | Оливер Марах Мате Павић           | 6:2, 7:6(7:4)                               |
| Победник  | 4.  | 2019.  | ОП Аустралије   | Тврда   | Пјер-Иг Ербер      | Хенри Континен Џон Пирс           | 6:4, 7:6(7:1)                               |
| Финалиста | 3.  | 2019.  | Вимблдон        | Трава   | Едуар Роже-Васелен | Хуан С. Кабал Роберт Фара         | 7:6(7:5), 6:7(5:7), 6:7(6:8), 7:6(7:5), 3:6 |
| Победник  | 5.  | 2021.  | Ролан Гарос (2) | Шљака   | Пјер-Иг Ербер      | Александар Бублик Андреј Голубјев | 4:6, 7:6(7:1), 6:4                          |

## Финала завршног првенства сезоне

### Парови: 3 (2:1)
| Исход     | Бр. | Година | Турнир | Подлога   | Партнер       | Противници               | Резултат          |
| --------- | --- | ------ | ------ | --------- | ------------- | ------------------------ | ----------------- |
| Финалиста | 1.  | 2018.  | Лондон | Тврда (д) | Пјер-Иг Ербер | Мајк Брајан Џек Сок      | 7:5, 1:6, [11:13] |
| Победник  | 1.  | 2019.  | Лондон | Тврда (д) | Пјер-Иг Ербер | Равен Класен Мајкл Винус | 6:3, 6:4          |
| Победник  | 2.  | 2021.  | Торино | Тврда (д) | Пјер-Иг Ербер | Раџив Рам Џо Салисбери   | 6:4, 7:6(7:0)     |

## Финала АТП мастерс 1000 серије

### Парови: 11 (7:4)
| Исход     | Бр. | Година | Турнир       | Подлога   | Партнер            | Противници                       | Резултат              |
| --------- | --- | ------ | ------------ | --------- | ------------------ | -------------------------------- | --------------------- |
| Финалиста | 1.  | 2011.  | Париз        | Тврда (д) | Жилијен Бенето     | Рохан Бопана Ајсам-ул-Хак Куреши | 2:6, 4:6              |
| Победник  | 1.  | 2016.  | Индијан Велс | Тврда     | Пјер-Иг Ербер      | Вашек Поспишил Џек Сок           | 6:3, 7:6(7:5)         |
| Победник  | 2.  | 2016.  | Мајами       | Тврда     | Пјер-Иг Ербер      | Равен Класен Раџив Рам           | 5:7, 6:1, [10:7]      |
| Победник  | 3.  | 2016.  | Монте Карло  | Шљака     | Пјер-Иг Ербер      | Џејми Мари Бруно Соарес          | 4:6, 6:0, [10:6]      |
| Финалиста | 2.  | 2016.  | Париз (2)    | Тврда (д) | Пјер-Иг Ербер      | Хенри Континен Џон Пирс          | 4:6, 6:3, [6:10]      |
| Финалиста | 3.  | 2017.  | Мадрид       | Шљака     | Едуар Роже-Васелен | Лукаш Кубот Марсело Мело         | 5:7, 3:6              |
| Победник  | 4.  | 2017.  | Рим          | Шљака     | Пјер-Иг Ербер      | Иван Додиг Марсел Гранољерс      | 4:6, 6:4, [10:3]      |
| Победник  | 5.  | 2017.  | Монтреал     | Тврда     | Пјер-Иг Ербер      | Рохан Бопана Иван Додиг          | 6:4, 3:6, [10:6]      |
| Победник  | 6.  | 2017.  | Синсинати    | Тврда     | Пјер-Иг Ербер      | Џејми Мари Бруно Соарес          | 7:6(8:6), 6:4         |
| Победник  | 7.  | 2019.  | Париз        | Тврда (д) | Пјер-Иг Ербер      | Карен Хачанов Андреј Рубљов      | 6:4, 6:1              |
| Финалиста | 4.  | 2021.  | Париз (3)    | Тврда (д) | Пјер-Иг Ербер      | Тим Пиц Мајкл Винус              | 3:6, 7:6(7:4), [9:11] |

## АТП финала

### Појединачно: 6 (4:2)
| Легенда                        |
| ------------------------------ |
| Гренд слем турнири (0:0)       |
| Завршно првенство сезоне (0:0) |
| АТП мастерс 1000 (0:0)         |
| АТП 500 (0:0)                  |
| АТП 250 (4:2)                  |

| Финала по подлози |
| ----------------- |
| Тврда (0:0)       |
| Шљака (0:0)       |
| Трава (4:2)       |

| Финала по локацији |
| ------------------ |
| Отворено (4:2)     |
| Дворана (0:0)      |

| Исход     | Бр. | Датум            | Турнир                     | Подлога | Противник          | Резултат                |
| --------- | --- | ---------------- | -------------------------- | ------- | ------------------ | ----------------------- |
| Финалиста | 1.  | 17. јун 2007.    | Лондон, Велика Британија   | Трава   | Енди Родик         | 6:4, 6:7(7:9), 6:7(2:7) |
| Финалиста | 2.  | 15. јул 2007.    | Њупорт, САД                | Трава   | Фабрис Санторо     | 4:6, 4:6                |
| Победник  | 1.  | 22. јун 2013.    | Хертогенбос, Холандија     | Трава   | Станислас Вавринка | 6:3, 6:4                |
| Победник  | 2.  | 14. јул 2013.    | Њупорт, САД                | Трава   | Лејтон Хјуит       | 5:7, 7:5, 6:3           |
| Победник  | 3.  | 14. јун 2015.    | Хертогенбос, Холандија (2) | Трава   | Давид Гофен        | 7:6(7:1), 6:1           |
| Победник  | 4.  | 12–13. јун 2016. | Хертогенбос, Холандија (3) | Трава   | Жил Милер          | 6:4, 6:4                |

### Парови: 54 (36:18)
| Легенда                        |
| ------------------------------ |
| Гренд слем турнири (5:3)       |
| Завршно првенство сезоне (2:1) |
| АТП мастерс 1000 (7:4)         |
| АТП 500 (8:0)                  |
| АТП 250 (14:10)                |

| Финала по подлози |
| ----------------- |
| Тврда (27:11)     |
| Шљака (4:3)       |
| Трава (5:3)       |
| Тепих (0:1)       |

| Финала по локацији |
| ------------------ |
| Отворено (16:7)    |
| Дворана (20:11)    |

| Исход     | Бр. | Датум               | Турнир                     | Подлога   | Партнер            | Противници                           | Резултат                                    |
| --------- | --- | ------------------- | -------------------------- | --------- | ------------------ | ------------------------------------ | ------------------------------------------- |
| Победник  | 1.  | 5. октобар 2003.    | Мец, Француска             | Тврда (д) | Жилијен Бенето     | Микаел Љодра Фабрис Санторо          | 7:6(7:2), 6:3                               |
| Финалиста | 1.  | 12. октобар 2003.   | Лион, Француска            | Тепих (д) | Жилијен Бенето     | Јонатан Ерлих Анди Рам               | 1:6, 3:6                                    |
| Финалиста | 2.  | 11. јул 2004.       | Њупорт, САД                | Трава     | Грегори Караз      | Џордан Кер Џим Томас                 | 3:6, 7:6(7:5), 3:6                          |
| Победник  | 2.  | 17. октобар 2004.   | Мец, Француска (2)         | Тврда (д) | Арно Клеман        | Иван Љубичић Урош Вицо               | 6:2, 7:6(10:8)                              |
| Финалиста | 3.  | 30. септембар 2007. | Бангкок, Тајланд           | Тврда (д) | Микаел Љодра       | Санчаи Ративатана Сончат Ративатана  | 6:3, 5:7, [7:10]                            |
| Победник  | 3.  | 1. новембар 2009.   | Лион, Француска            | Тврда (д) | Жилијен Бенето     | Арно Клеман Себастијан Грожан        | 6:4, 7:6(8:6)                               |
| Финалиста | 4.  | 13. новембар 2011.  | Париз, Француска           | Тврда (д) | Жилијен Бенето     | Рохан Бопана Ајсам-ул-Хак Куреши     | 2:6, 4:6                                    |
| Победник  | 4.  | 5. фебруар 2012.    | Монпеље, Француска (2)     | Тврда (д) | Едуар Роже-Васелен | Пол Хенли Џејми Мари                 | 6:4, 7:6(7:4)                               |
| Победник  | 5.  | 26. фебруар 2012.   | Марсеј, Француска          | Тврда (д) | Едуар Роже-Васелен | Дастин Браун Жо-Вилфрид Цонга        | 3:6, 6:3, [10:6]                            |
| Победник  | 6.  | 23. септембар 2012. | Мец, Француска (3)         | Тврда (д) | Едуар Роже-Васелен | Јохан Брунстрем Фредерик Нилсен      | 7:6(7:3), 6:4                               |
| Финалиста | 5.  | 8. јун 2013.        | Ролан Гарос, Француска     | Шљака     | Микаел Љодра       | Боб Брајан Мајк Брајан               | 4:6, 6:4, 6:7(4:7)                          |
| Победник  | 7.  | 15. јул 2013.       | Њупорт, САД                | Трава     | Едуар Роже-Васелен | Тим Смичек Рајн Вилијамс             | 6:7(4:7), 6:2, [10:5]                       |
| Финалиста | 6.  | 22. септембар 2013. | Мец, Француска             | Тврда (д) | Жо-Вилфрид Цонга   | Јохан Брунстрем Равен Класен         | 4:6, 6:7(5:7)                               |
| Финалиста | 7.  | 9. фебруар 2014.    | Монпеље, Француска (2)     | Тврда (д) | Марк Жикел         | Николај Давиденко Денис Истомин      | 4:6, 6:1, [7:10]                            |
| Победник  | 8.  | 16. фебруар 2014.   | Ротердам, Холандија        | Тврда (д) | Микаел Љодра       | Жан-Жилијен Ројер Орија Текау        | 6:2, 7:6(7:4)                               |
| Финалиста | 8.  | 31. јануар 2015.    | Мелбурн, Аустралија        | Тврда     | Пјер-Иг Ербер      | Симоне Болели Фабио Фоњини           | 4:6, 4:6                                    |
| Финалиста | 9.  | 13. јун 2015.       | Хертогенбос, Холандија     | Трава     | Пјер-Иг Ербер      | Иво Карловић Лукаш Кубот             | 2:6, 6:7(9:11)                              |
| Победник  | 9.  | 21. јун 2015.       | Лондон, В. Британија       | Трава     | Пјер-Иг Ербер      | Марћин Матковски Ненад Зимоњић       | 6:2, 6:2                                    |
| Победник  | 10. | 12. септембар 2015. | Њујорк, САД                | Тврда     | Пјер-Иг Ербер      | Џејми Мари Џон Пирс                  | 6:4, 6:4                                    |
| Финалиста | 10. | 27. септембар 2015. | Мец, Француска (2)         | Тврда (д) | Пјер-Иг Ербер      | Лукаш Кубот Едуар Роже-Васелен       | 6:2, 3:6, [7:10]                            |
| Победник  | 11. | 14. фебруар 2016.   | Ротердам, Холандија (2)    | Тврда (д) | Вашек Поспишил     | Александар Пеја Филип Печнер         | 7:6(7:2), 6:4                               |
| Победник  | 12. | 20. март 2016.      | Индијан Велс, САД          | Тврда     | Пјер-Иг Ербер      | Вашек Поспишил Џек Сок               | 6:3, 7:6(7:5)                               |
| Победник  | 13. | 2. април 2016.      | Мајами, САД                | Тврда     | Пјер-Иг Ербер      | Равен Класен Раџив Рам               | 5:7, 6:1, [10:7]                            |
| Победник  | 14. | 17. април 2016.     | Монте Карло, Монако        | Шљака     | Пјер-Иг Ербер      | Џејми Мари Бруно Соарес              | 4:6, 6:0, [10:6]                            |
| Победник  | 15. | 19. јун 2016.       | Лондон, В. Британија (2)   | Трава     | Пјер-Иг Ербер      | Крис Гучиони Андре Са                | 6:3, 7:6(7:5)                               |
| Победник  | 16. | 9. јул 2016.        | Вимблдон, В. Британија     | Трава     | Пјер-Иг Ербер      | Жилијен Бенето Едуар Роже-Васелен    | 6:4, 7:6(7:1), 6:3                          |
| Финалиста | 11. | 23. октобар 2016.   | Антверпен, Белгија         | Тврда (д) | Пјер-Иг Ербер      | Данијел Нестор Едуар Роже-Васелен    | 4:6, 4:6                                    |
| Финалиста | 12. | 6. новембар 2016.   | Париз, Француска (2)       | Тврда (д) | Пјер-Иг Ербер      | Хенри Континен Џон Пирс              | 4:6, 6:3, [6:10]                            |
| Победник  | 17. | 26. фебруар 2017.   | Марсеј, Француска (2)      | Тврда (д) | Жилијен Бенето     | Робин Хасе Доминик Инглот            | 6:4, 6:7(9:11), [10:5]                      |
| Финалиста | 13. | 14. мај 2017.       | Мадрид, Шпанија            | Шљака     | Едуар Роже-Васелен | Лукаш Кубот Марсело Мело             | 5:7, 3:6                                    |
| Победник  | 18. | 21. мај 2017.       | Рим, Италија               | Шљака     | Пјер-Иг Ербер      | Иван Додиг Марсел Гранољерс          | 4:6, 6:4, [10:3]                            |
| Победник  | 19. | 13. август 2017.    | Монтреал, Канада           | Тврда     | Пјер-Иг Ербер      | Рохан Бопана Иван Додиг              | 6:4, 3:6, [10:6]                            |
| Победник  | 20. | 20. август 2017.    | Синсинати, САД             | Тврда     | Пјер-Иг Ербер      | Џејми Мари Бруно Соарес              | 7:6(8:6), 6:4                               |
| Победник  | 21. | 18. фебруар 2018.   | Ротердам, Холандија (3)    | Тврда (д) | Пјер-Иг Ербер      | Оливер Марах Мате Павић              | 2:6, 6:2, [10:7]                            |
| Победник  | 22. | 9. јун 2018.        | Ролан Гарос, Француска     | Шљака     | Пјер-Иг Ербер      | Оливер Марах Мате Павић              | 6:2, 7:6(7:4)                               |
| Победник  | 23. | 23. септембар 2018. | Мец, Француска (4)         | Тврда (д) | Едуар Роже-Васелен | Кен Скупски Нил Скупски              | 6:1, 7:5                                    |
| Победник  | 24. | 21. октобар 2018.   | Антверпен, Белгија         | Тврда (д) | Едуар Роже-Васелен | Марсело Демолинер Сантијаго Гонзалез | 6:4, 7:5                                    |
| Финалиста | 14. | 18. новембар 2018.  | Лондон, В. Британија       | Тврда (д) | Пјер-Иг Ербер      | Мајк Брајан Џек Сок                  | 7:5, 1:6, [11:13]                           |
| Победник  | 25. | 27. јануар 2019.    | Мелбурн, Аустралија        | Тврда     | Пјер-Иг Ербер      | Хенри Континен Џон Пирс              | 6:4, 7:6(7:1)                               |
| Финалиста | 15. | 13. јул 2019.       | Вимблдон, В. Британија     | Трава     | Едуар Роже-Васелен | Хуан С. Кабал Роберт Фара            | 7:6(7:5), 6:7(5:7), 6:7(6:8), 7:6(7:5), 3:6 |
| Финалиста | 16. | 22. септембар 2019. | Мец, Француска (3)         | Тврда (д) | Едуар Роже-Васелен | Роберт Линдстед Јан-Ленард Штруф     | 6:2, 6:7(1:7), [4:10]                       |
| Победник  | 26. | 6. октобар 2019.    | Токио, Јапан               | Тврда     | Едуар Роже-Васелен | Никола Мектић Франко Шкугор          | 7:6(9:7), 6:4                               |
| Победник  | 27. | 3. новембар 2019.   | Париз, Француска           | Тврда (д) | Пјер-Иг Ербер      | Карен Хачанов Андреј Рубљов          | 6:4, 6:1                                    |
| Победник  | 28. | 17. новембар 2019.  | Лондон, В. Британија       | Тврда (д) | Пјер-Иг Ербер      | Равен Класен Мајкл Винус             | 6:3, 6:4                                    |
| Победник  | 29. | 16. фебруар 2020.   | Ротердам, Холандија (4)    | Тврда (д) | Пјер-Иг Ербер      | Хенри Континен Јан-Ленард Штруф      | 7:6(7:5), 4:6, [10:7]                       |
| Победник  | 30. | 23. фебруар 2020.   | Марсеј, Француска (3)      | Тврда (д) | Вашек Поспишил     | Весли Колхоф Никола Мектић           | 6:3, 6:4                                    |
| Победник  | 31. | 18. октобар 2020.   | Келн 1, Немачка            | Тврда (д) | Пјер-Иг Ербер      | Лукаш Кубот Марсело Мело             | 6:4, 6:4                                    |
| Финалиста | 17. | 23. мај 2021.       | Лион, Француска            | Шљака     | Пјер-Иг Ербер      | Иго Нис Тим Пиц                      | 4:6, 7:5, [8:10]                            |
| Победник  | 32. | 12. јун 2021.       | Ролан Гарос, Француска (2) | Шљака     | Пјер-Иг Ербер      | Александар Бублик Андреј Голубјев    | 4:6, 7:6(7:1), 6:4                          |
| Победник  | 33. | 20. јун 2021.       | Лондон, В. Британија (3)   | Трава     | Пјер-Иг Ербер      | Рајли Опелка Џон Пирс                | 6:4, 7:5                                    |
| Победник  | 34. | 24. октобар 2021.   | Антверпен, Белгија (2)     | Тврда (д) | Фабрис Мартен      | Весли Колхоф Жан-Жилијен Ројер       | 6:0, 6:1                                    |
| Финалиста | 18. | 7. новембар 2021.   | Париз, Француска (3)       | Тврда (д) | Пјер-Иг Ербер      | Тим Пиц Мајкл Винус                  | 3:6, 7:6(7:4), [9:11]                       |
| Победник  | 35. | 21. новембар 2021.  | Торино, Италија (2)        | Тврда (д) | Пјер-Иг Ербер      | Раџив Рам Џо Салисбери               | 6:4, 7:6(7:0)                               |
| Победник  | 36. | 6. фебруар 2022.    | Монпеље, Француска (3)     | Тврда (д) | Пјер-Иг Ербер      | Лојд Гласпул Хари Хелиовара          | 4:6, 7:6(7:3), [12:10]                      |

## Остала финала

### Тимска такмичења: 2 (1:1)
| Исход     | Бр. | Датум                 | Турнир                     | Подлога   | Партнери                                             | Противници                                                  | Резултат | Извор  |
| --------- | --- | --------------------- | -------------------------- | --------- | ---------------------------------------------------- | ----------------------------------------------------------- | -------- | ------ |
| Победник  | 1.  | 24–26. новембар 2017. | Дејвис куп, Лил, Француска | Тврда (д) | Жо-Вилфрид Цонга Лука Пуј Ришар Гаске Пјер-Иг Ербер  | Давид Гофен Стив Дарси Рубен Бемелманс Јорис Де Лоре        | 3:21     | [ 11 ] |
| Финалиста | 1.  | 23–25. новембар 2018. | Дејвис куп, Лил, Француска | Шљака (д) | Лука Пуј Жереми Шарди Пјер-Иг Ербер Жо-Вилфрид Цонга | Марин Чилић Борна Ћорић Франко Шкугор Мате Павић Иван Додиг | 1:3      | [ 12 ] |

1 2017. наступио је у првом колу, четвртфиналу и полуфиналу Дејвис купа али није био у финалној постави

## Финала јуниорских Гренд слем турнира

### Појединачно: 1 (1:0)
| Исход    | Бр. | Датум        | Турнир   | Подлога | Противник   | Резултат      |
| -------- | --- | ------------ | -------- | ------- | ----------- | ------------- |
| Победник | 1.  | 9. јул 2000. | Вимблдон | Трава   | Марио Анчић | 3:6, 6:3, 7:5 |

### Парови: 2 (2:0)
| Исход    | Бр. | Датум               | Турнир                        | Подлога | Партнер        | Противници                  | Резултат       |
| -------- | --- | ------------------- | ----------------------------- | ------- | -------------- | --------------------------- | -------------- |
| Победник | 1.  | 12. септембар 1999. | Отворено првенство САД        | Тврда   | Жилијен Бенето | Трес Дејвис Алберто Френсис | 6:4, 3:6, 6:1  |
| Победник | 2.  | 30. јануар 2000.    | Отворено првенство Аустралије | Тврда   | Томи Робредо   | Трес Дејвис Енди Родик      | 6:2, 5:7, 11:9 |